# Витоуш, Мирослав
Ми́рослав Ви́тоуш (чеш. Miroslav Vitouš, англ. Miroslav Vitous) (род. 6.12. 1947, Прага) — чешский джазовый контрабасист и композитор, в 1967—1988 годах жил и работал в США.

## Очерк биографии и творчества
В детстве учился играть на скрипке и фортепиано, затем переключился на контрабас. В 1966 году, учась в Пражской консерватории, выиграл стипендию на обучение в Музыкальном колледже Беркли. В 1967 году прибыл в Нью-Йорк, где активно включился (как джазовый контрабасист) в музыкальную жизнь. Работал как сессионный музыкант в ансамблях известных американских джазменов, среди которых Арт Фармер, Фредди Хаббард, Боб Брукмейер, Кларк Терри, Майлз Дейвис, Херби Мэнн. Также играл и записывался с Дональдом Бёрдом (1968), Чиком Кориа и Джеком Деджонеттом (оба в 1968), Вэйном Шортером (1969), Ларри Кориеллом (1970), Стэном Гетцем (1970). Первый сольный альбом (Infinite Search) выпустил в 1970 году. В том же году вместе с Вэйном Шортером и Джо Завинулом основал группу Weather Report, записал в её составе четыре студийных альбома. В 1973 покинул группу.
В 1982 году начал преподавать игру на контрабасе в Новоанглийской консерватории (Бостон), в 1984—1987 годах возглавлял джазовый факультет консерватории. При этом Витоуш не оставлял концертную эстраду и студию звукозаписи, где работал в том числе с Терье Рипдалом (1979, 1981; кроме баса играет здесь также на электропиано), Чиком Кориа и Роем Хейнсом (1981), Яном Гарбареком (1991; автор почти всей музыки на альбоме) и многими другими музыкантами.
В 1988 году вернулся в Европу. В 2003 году выпустил альбом Universal Syncopations преимущественно с собственной музыкой, на котором в качестве сессионных музыкантов заняты знаменитые джазмены — Ян Гарбарек, Чик Кориа, Джон Маклафлин, Джек Деджонетт; а в 2007 году — альбом Universal Syncopations II (с другими музыкантами, включая Рэнди Брекера). Несмотря на «звёздные» составы, оба альбома не получили большого общественного резонанса.
Витоуш трактовал контрабас не столько как ритмический, сколько как мелодический инструмент, исполнял (в том числе, с помощью смычка) на нём виртуозные соло. Образец его виртуозной игры смычком — пьеса «Silver Lake» с сольного альбома First Meeting (1980).